# المقبوبة (ردفان)

تعديل مصدري - تعديل

المقبوبة هي إحدى قرى عزلة الحبيلين بمديرية ردفان التابعة لمحافظة لحج، بلغ تعداد سكانها 17 نسمة حسب تعداد اليمن لعام 2004.